# Bonsecours
Bonsecours is een gemeente in het Franse departement Seine-Maritime (regio Normandië) en telt 6853 inwoners (1999). De plaats maakt deel uit van het arrondissement Rouen.

## Geografie
De oppervlakte van Bonsecours bedraagt 3,8 km², de bevolkingsdichtheid is 1803,4 inwoners per km².
De onderstaande kaart toont de ligging van Bonsecours met de belangrijkste infrastructuur en aangrenzende gemeenten.

## Demografie
Onderstaande figuur toont het verloop van het inwonertal (bron: INSEE-tellingen).